# Stornästing
Stornästing (Eutypella sorbi) är en svampart som först beskrevs av Alb. & Schwein., och fick sitt nu gällande namn av Pier Andrea Saccardo 1882. Stornästing ingår i släktet Eutypella och familjen Diatrypaceae.  Arten är reproducerande i Sverige. Inga underarter finns listade i Catalogue of Life.